# Philippinische Basketballnationalmannschaft
Die philippinische Basketballnationalmannschaft der Herren zählt zu den erfolgreichsten asiatischen Mannschaften bei internationalen Turnieren. Zu den größten Erfolgen gehören ein dritter Platz bei der Basketball-Weltmeisterschaft 1954 in Rio de Janeiro, im Spiel um Platz drei wurde Frankreich mit 66:60 besiegt. Das beste Ergebnis bei Olympischen Spielen war ein fünfter Platz 1936 in Berlin. Die Basketball-Asienmeisterschaft gewann das Team fünfmal, zuletzt im Jahr 1986.
Die Mannschaft, die den Spitznamen „Team Philipinas“ trägt, tritt in blau-weißen Jerseys an und somit in den Landesfarben (außer rot).

## Abschneiden bei internationalen Wettbewerben

### Olympische Spiele
| - 1936 – 5. Platz - 1948 – 12. Platz - 1956 – 7. Platz - 1960 – 11. Platz - 1968 – 13. Platz - 1972 – 13. Platz |

### Weltmeisterschaften

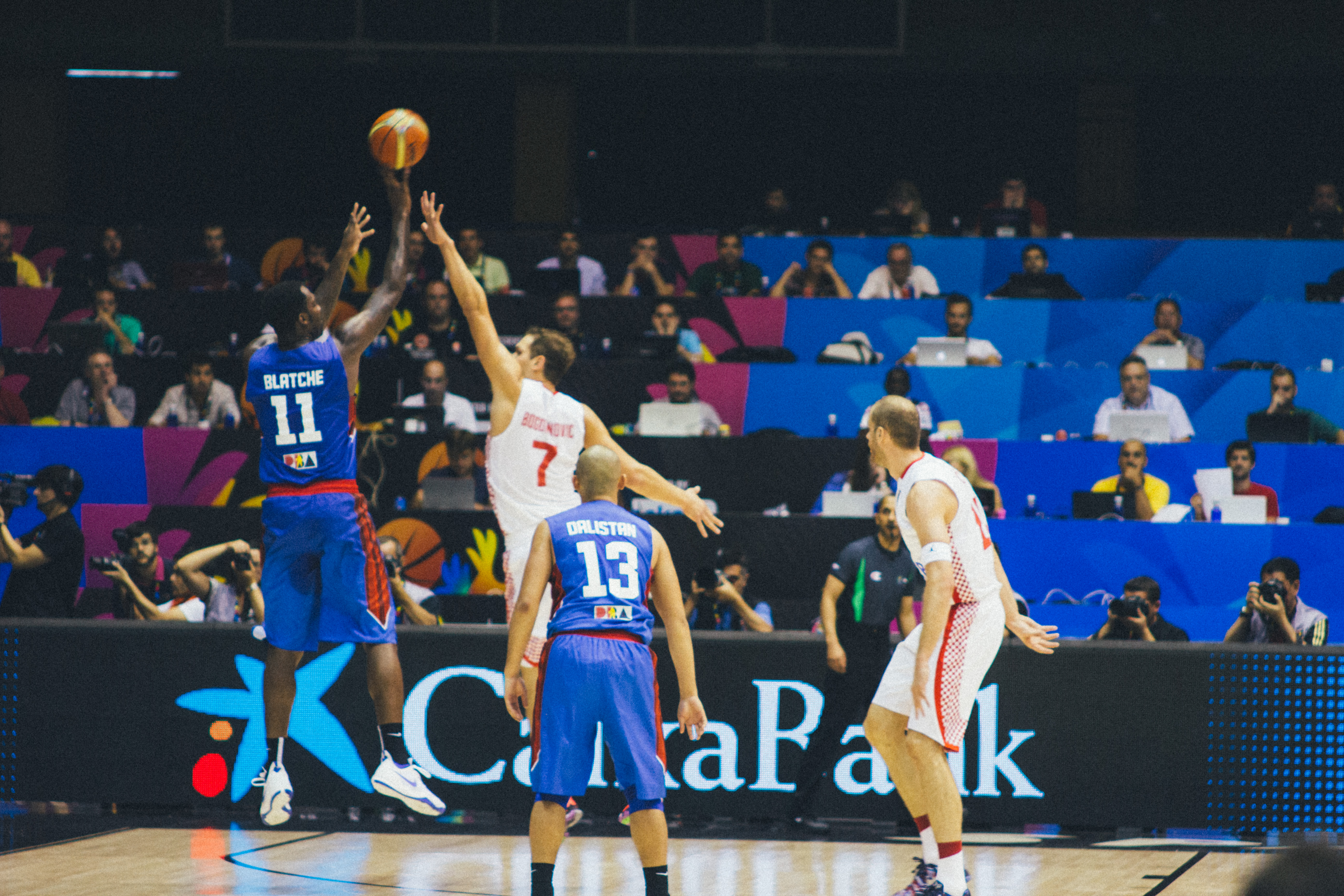
Philippinen gegen Kroatien, Basketball-Weltmeisterschaft 2014

| - 1954 – Bronzemedaille - 1959 – 8. Platz - 1974 – 13. Platz - 1978 – 8. Platz - 1978 – 8. Platz | - 1982 bis 2010 – nicht qualifiziert - 2014 – 21. Platz - 2019 – 32. Platz - 2023 – 24. Platz |

### Asienmeisterschaften
| - 1960 – Goldmedaille - 1963 – Goldmedaille - 1965 – Silbermedaille - 1967 – Goldmedaille - 1969 – Bronzemedaille - 1971 – Silbermedaille - 1973 – Goldmedaille - 1975 – 5. Platz - 1977 – 5. Platz - 1979 – 4. Platz | - 1981 – 4. Platz - 1983 – 9. Platz - 1986 – Goldmedaille - 1987 – 4. Platz - 1989 – 8. Platz - 1991 – 7. Platz - 1993 – 11. Platz - 1995 – 12. Platz - 1997 – 9. Platz - 1999 – 11. Platz | - 2003 – 15. Platz - 2007 – 9. Platz - 2009 – 8. Platz - 2011 – 4. Platz - 2013 – Silbermedaille - 2015 – Silbermedaille - 2017 – 7. Platz - 2022 – 9. Platz |

### Basketballwettbewerb bei denAsienspielen
| - 1951 – Goldmedaille - 1954 – Goldmedaille - 1958 – Goldmedaille - 1962 – Goldmedaille - 1966 – 6. Platz - 1970 – 5. Platz - 1974 – 4. Platz - 1978 – 5. Platz - 1982 – 4. Platz - 1986 – Bronzemedaille | - 1990 – Silbermedaille - 1994 – 4. Platz - 1998 – Bronzemedaille - 2002 – 4. Platz - 2010 – 6. Platz - 2014 – 7. Platz - 2018 – 5. Platz |

## Kader
| Spieler | Spieler          | Spieler           | Spieler | Spieler | Spieler  | Spieler                     |
| Nr.     | Name             | Geburt            | Größe   | Info    | Einsätze | Verein                      |
| ------- | ---------------- | ----------------- | ------- | ------- | -------- | --------------------------- |
|         |                  | Guards (PG, SG)   |         |         |          |                             |
| 4       | Kiefer Ravena    | 27.10.1993        | 183 cm  |         |          | Shiga Lakes                 |
| 6       | Jordan Clarkson  | 07.06.1992        | 196 cm  |         |          | Utah Jazz                   |
| 8       | Scottie Thompson | 12.07.1993        | 185 cm  |         |          | Barangay Ginebra San Miguel |
| 10      | Rhenz Abando     | 11.03.1998        | 188 cm  |         |          | Anyang KGC                  |
| 16      | Roger Pogoy      | 16.06.1992        | 188 cm  |         |          | TNT Tropang Giga            |
| 17      | C. J. Perez      | 17.11.1993        | 188 cm  |         |          | San Miguel Beermen          |
| 24      | Dwight Ramos     | 02.09.1998        | 193 cm  |         |          | Levanga Hokkaido            |
|         |                  | Forwards (SF, PF) |         |         |          |                             |
| 13      | Jamie Malonzo    | 31.07.1996        | 201 cm  |         |          | Barangay Ginebra San Miguel |
| 25      | Japeth Aguilar   | 25.01.1987        | 206 cm  |         |          | Barangay Ginebra San Miguel |
| 34      | A. J. Edu        | 01.01.2000        | 208 cm  |         |          | Toyama Grouses              |
|         |                  | Center (C)        |         |         |          |                             |
| 11      | Kai Sotto        | 11.05.2002        | 221 cm  |         |          | Hiroshima Dragonflies       |
| 15      | June Mar Fajardo | 17.11.1989        | 208 cm  |         |          | San Miguel Beermen          |

| Trainer            | Trainer      | Trainer        |
| Nat.               | Name         | Position       |
| ------------------ | ------------ | -------------- |
| Philippinen        | Chot Reyes   | Head Coach     |
| Vereinigte Staaten | Tim Cone     | Assistenzcoach |
| Philippinen        | Jong Uichico | Assistenzcoach |

| Legende                | Legende            |
| Abk.                   | Bedeutung          |
| ---------------------- | ------------------ |
| (C)                    | Mannschaftskapitän |
| Quellen                |                    |
| Teamhomepage           |                    |
| Ligahomepage           |                    |
| Stand: 24. August 2023 |                    |

| Legende                | Legende            |
| Abk.                   | Bedeutung          |
| ---------------------- | ------------------ |
| (C)                    | Mannschaftskapitän |
| Quellen                |                    |
| Teamhomepage           |                    |
| Ligahomepage           |                    |
| Stand: 24. August 2023 |                    |

## Ehemalige Kader
| Nr. | Name             | Geburtsdatum    | Größe  | Position | Einsätze | Club                        |
| --- | ---------------- | --------------- | ------ | -------- | -------- | --------------------------- |
| 4   | Kiefer Ravena    | 27.10.1993      | 183 cm | Guard    |          | Shiga Lakes                 |
| 6   | Jordan Clarkson  | 07.06.1992      | 196 cm | Guard    |          | Utah Jazz                   |
| 8   | Scottie Thompson | 12.07.1993      | 185 cm | Guard    |          | Barangay Ginebra San Miguel |
| 10  | Rhenz Abando     | 11.03.1998      | 188 cm | Guard    |          | Anyang KGC                  |
| 16  | Roger Pogoy      | 16.06.1992      | 188 cm | Guard    |          | TNT Tropang Giga            |
| 17  | C. J. Perez      | 17.11.1993      | 188 cm | Guard    |          | San Miguel Beermen          |
| 24  | Dwight Ramos     | 02.09.1998      | 193 cm | Guard    |          | Levanga Hokkaido            |
| 13  | Jamie Malonzo    | 31.07.1996      | 201 cm | Forward  |          | Barangay Ginebra San Miguel |
| 25  | Japeth Aguilar   | 25.01.1987      | 206 cm | Forward  |          | Barangay Ginebra San Miguel |
| 34  | A. J. Edu        | 01.01.2000      | 208 cm | Forward  |          | Toyama Grouses              |
| 11  | Kai Sotto        | 11.05.2002      | 221 cm | Center   |          | Hiroshima Dragonflies       |
| 15  | June Mar Fajardo | 17.11.1989      | 208 cm | Center   |          | San Miguel Beermen          |
|     | Chot Reyes       | Head Coach      |        |          |          |                             |
|     | Tim Cone         | Assistenz-Coach |        |          |          |                             |
|     | Jong Uichico     | Assistenz-Coach |        |          |          |                             |

| Nr. | Name                 | Position       | Geburtsdatum | Größe  | Einsätze | Club                          |
| --- | -------------------- | -------------- | ------------ | ------ | -------- | ----------------------------- |
| 4   | Jimmy Alapag         | Guard          | 30.12.1977   | 177 cm |          | Talk’N Text Tropang Texter    |
| 5   | Lewis Alfred Tenorio | Guard          | 09.07.1984   | 183 cm |          | Barangay Ginebra San Miguel   |
| 6   | Jeffrei Chan         | Guard          | 11.02.1983   | 187 cm |          | Rain or Shine Elasto Painters |
| 7   | Jayson Castro        | Guard          | 30.06.1986   | 177 cm |          | Talk’N Text Tropang Texter    |
| 8   | Gary David           | Guard          | 13.07.1978   | 185 cm |          | Meralco Bolts                 |
| 13  | Paul Dalistan Lee    | Guard          | 14.02.1989   | 182 cm |          | Rain or Shine Elasto Painters |
| 9   | Ranidel de Ocampo    | Forward        | 08.12.1981   | 198 cm |          | Talk’N Text Tropang Texter    |
| 10  | Gabe Norwood         | Forward        | 09.02.1985   | 198 cm |          | Rain or Shine Elasto Painters |
| 14  | Japeth Aguilar       | Forward        | 25.01.1987   | 206 cm |          | Barangay Ginebra San Miguel   |
| 15  | Marc Pingris         | Forward        | 16.10.1981   | 198 cm |          | San Mig Super Coffee Mixers   |
| 11  | Andray Blatche       | Center         | 22.08.1986   | 210 cm |          | Brooklyn Nets                 |
| 12  | Junmar Fajardo       | Center         | 17.11.1989   | 208 cm |          | San Miguel Beermen            |
|     | Chot Reyes           | Head Coach     |              |        |          |                               |
|     | Josh Reyes           | Assistenzcoach |              |        |          |                               |
|     | Jong Uichico         | Assistenzcoach |              |        |          |                               |

### Weitere bekannte Spieler
- Marcus Douthit (* 1980)